# Сан Ђовани ин Галдо
Сан Ђовани ин Галдо (итал. San Giovanni in Galdo) је насеље у Италији у округу Кампобасо, региону Молизе.
Према процени из 2011. у насељу је живело 429 становника. Насеље се налази на надморској висини од 565 м.

## Становништво
| 1931. | 1936. | 1951. | 1961. | 1971. | 1981. | 1991. | 2001. | 2011. |
| ----- | ----- | ----- | ----- | ----- | ----- | ----- | ----- | ----- |
| 2.131 | 2.214 | 2.166 | 1.610 | 1.083 | 929   | 743   | 669   | 624   |